# Les Abrets-en-Dauphiné
Les Abrets-en-Dauphiné es una comuna nueva francesa situada en el departamento de Isère, de la región de Auvernia-Ródano-Alpes.

## Historia
Fue creada el 1 de enero de 2016, en aplicación de una resolución del prefecto de Isère de 30 de diciembre de 2015 con la unión de las comunas de Fitilieu, La Bâtie-Divisin y Les Abrets, pasando a estar el ayuntamiento en la antigua comuna de Les Abrets.

## Demografía
| Gráfica de evolución demográfica de Les Abrets-en-Dauphiné entre 1800 y 2013 |
|                                                                              |

Los datos entre 1800 y 2013 son el resultado de sumar los parciales de las tres comunas que forman la nueva comuna de Les Abrets-en-Dauphiné, cuyos datos se han cogido de 1800 a 1999, para las comunas de Fitilieu, La Bâtie-Divisin y Les Abrets de la página francesa EHESS/Cassini. Los demás datos se han cogido de la página del INSEE.

## Composición
| Comuna delegada  | Código INSEE | Población (2013) | Superficie (km²) | Densidad (hab./km²) |
| ---------------- | ------------ | ---------------- | ---------------- | ------------------- |
| Fitilieu         | 38165        | 1844             | 10.01            | 184                 |
| La Bâtie-Divisin | 38028        | 890              | 10.51            | 85                  |
| Les Abrets       | 38001        | 3644             | 6.89             | 529                 |